# 笛卡尔 (安德尔-卢瓦尔省)
笛卡尔（法語：Descartes，法語發音：[dekaʁt] ⓘ），法国中西部城市，中央-卢瓦尔河谷大区安德尔-卢瓦尔省的一个市镇，隶属于洛什区，其市镇面积为38.08平方公里，2022年1月1日时人口数量为3,289人，在法国城市中排名第3,221位。
笛卡尔位于安德尔-卢瓦尔省南部，克勒兹河右岸，隔河与维埃纳省相望，是一个区域性的中心城市，多条公路在此交汇。笛卡尔是法国数学及哲学家勒内·笛卡尔的出生地，“Descartes”自1967年起成为当地的官方名称。

## 地名来源

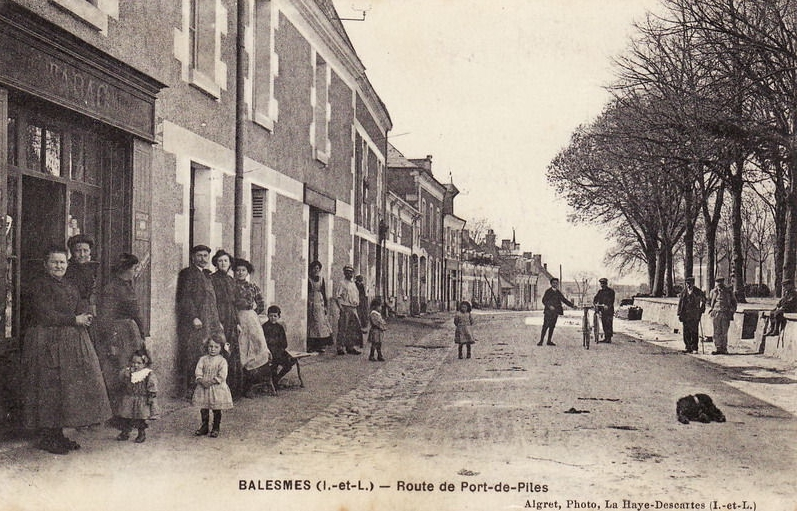
20世纪初的巴莱姆

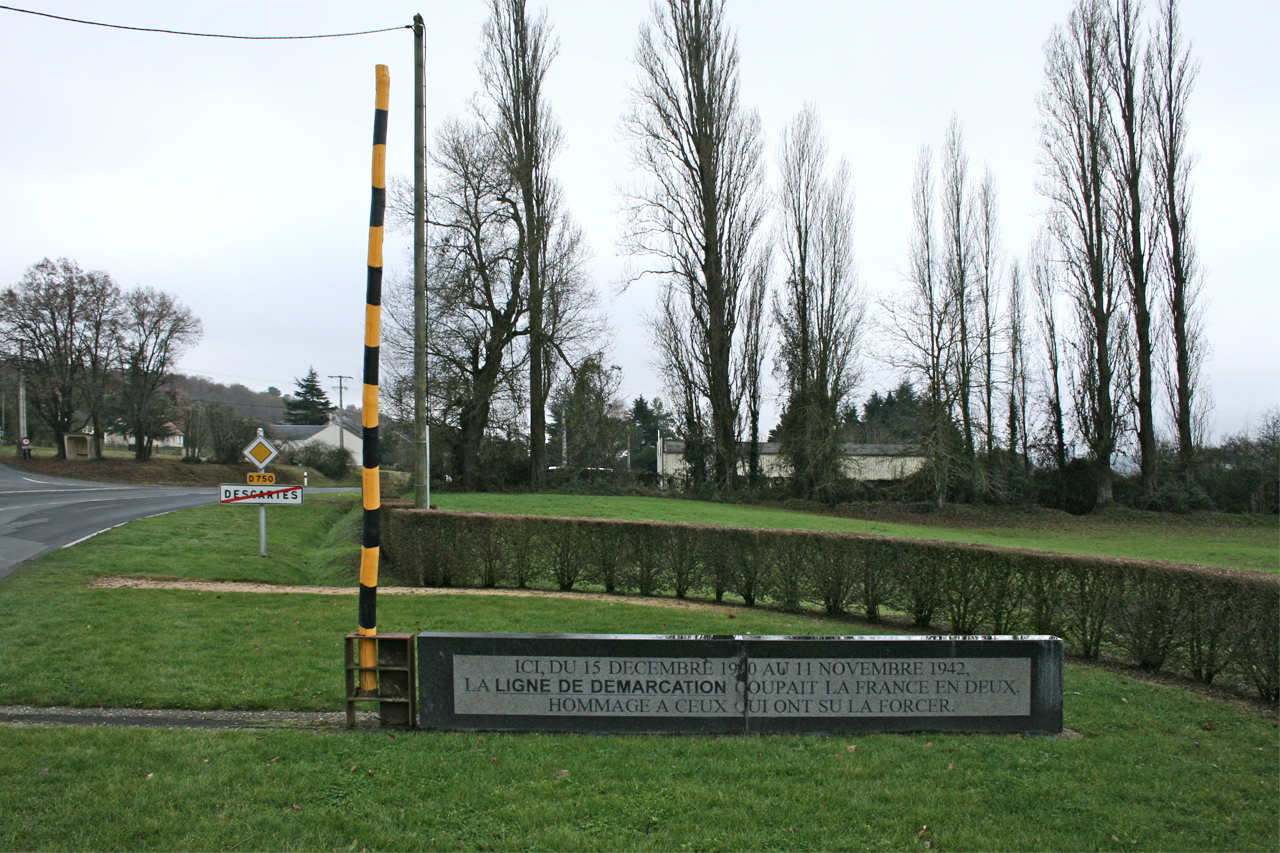
维希法国关卡

笛卡尔原名图赖讷地区拉艾（La Haye en Touraine），1802年10月2日为了纪念数学家勒内·笛卡尔，更名为拉艾笛卡尔（La Haye-Descartes），1967年更为今名。
“拉艾”一名最初于1155年以拉丁语“Haiam”的形式被记载，意为“被树篱环绕的田地”，其对应的现代法语单词为“Haie”。

## 历史
根据当地官方网站的论述，笛卡尔所处的克勒兹河谷地区在距今五十万年前就已出现人类活动。高卢-罗马时期，一条沿克勒兹河延伸的道路由此通过。中世纪时，拉艾长期为图赖讷地区的一个普通农业村落，当地领主曾在此修建了一处城塞作为家族宅邸及防御工事。中世纪末期，拉艾被罗昂家族继承，后于1566年被新教徒占领。圣雅各之路曾由拉艾通过，但在18世纪中期，随着图尔—圣莫尔—沙泰勒罗道路的建成，拉艾的商业及战略地位有所下降。法国大革命后，图赖讷行省被撤销，拉艾成为安德尔-卢瓦尔省的一个市镇。1849年，拉艾笛卡尔镇中心修建了一座勒内·笛卡尔雕像。途径笛卡尔的铁路线于1885年建成运行，后因设施老化及机动汽车的兴起而于1940年停止客运服务，货运列车则一直运行到了2014年。第二次世界大战初期，划分纳粹占领区和维希法国的分界线从拉艾笛卡尔市区南部穿过，该区域设立了关卡，并在战后得以保留。其间，拉艾笛卡尔出现了多个抵抗运动组织，安德烈·古皮耶及其家族曾帮助犹太难民在此穿越封锁线逃离纳粹控制区。1966年，巴莱姆整体并入拉艾笛卡尔的市镇范围，后者于1967年1月1日起单独使用“Descartes”作为其官方名称。自20世纪末以来，笛卡尔及其所处的南部图赖讷地区人口数量有所下降。

## 地理

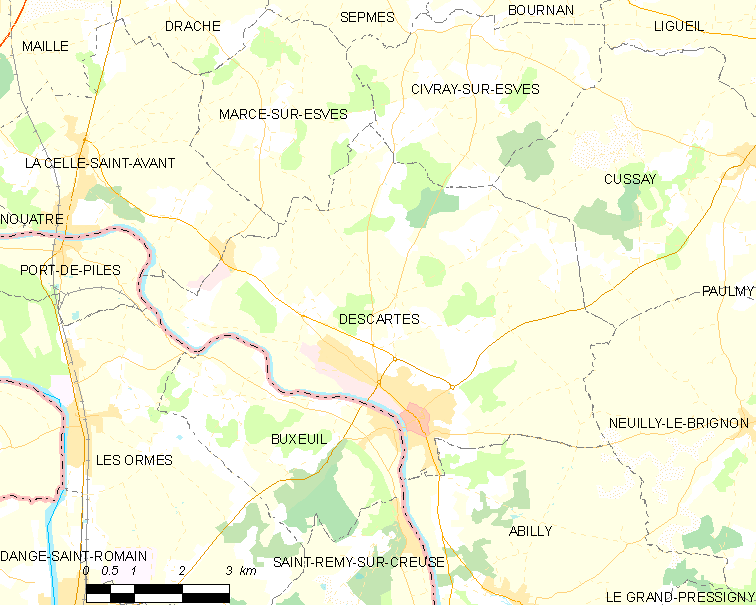
笛卡尔市镇范围地图

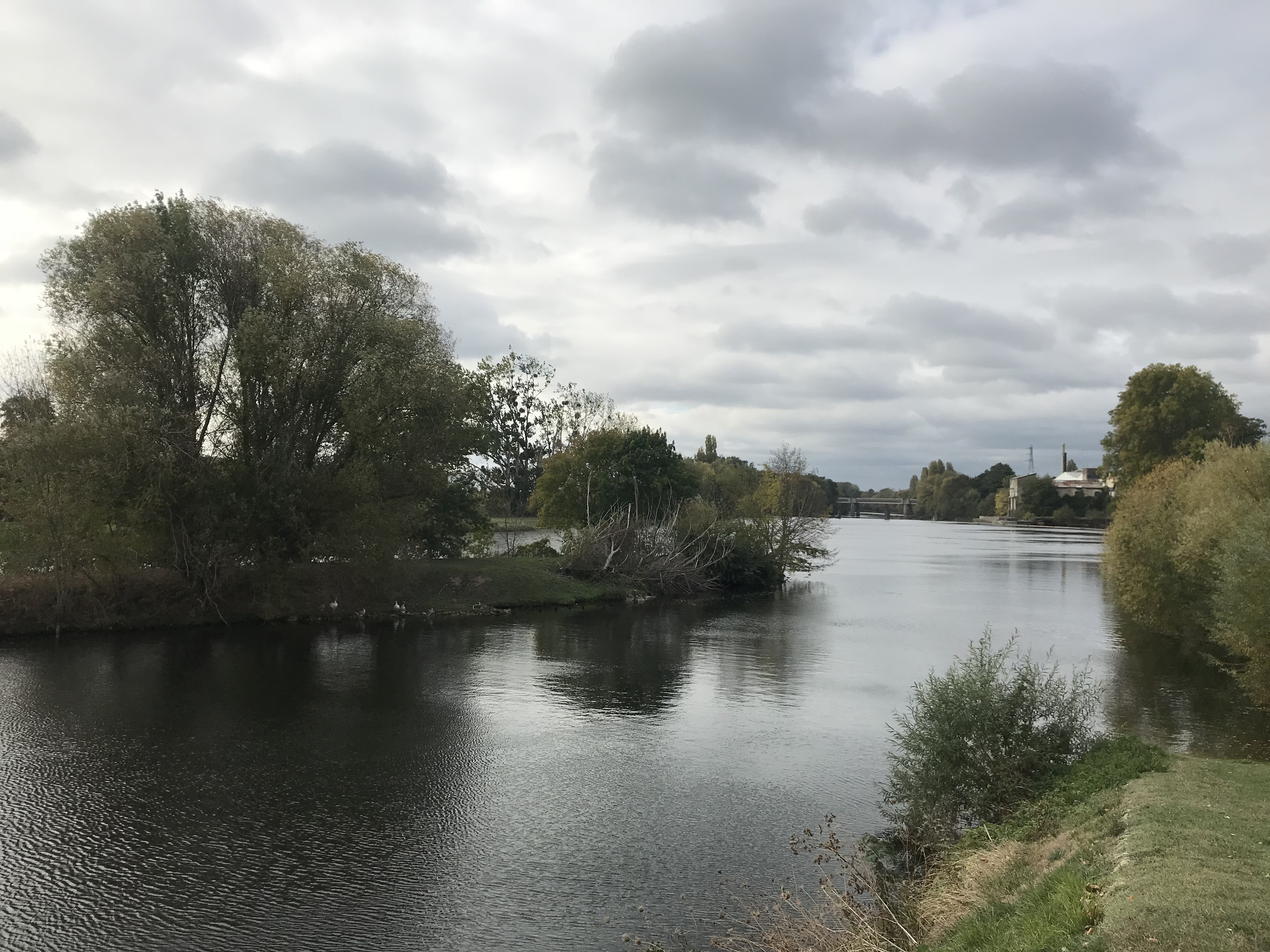
克勒兹河笛卡尔段

笛卡尔位于法国中西部，中央-卢瓦尔河谷大区西南部和安德尔-卢瓦尔省南部，距离省会图尔大约54公里。与笛卡尔接壤的市镇包括：阿比伊、拉塞勒圣阿旺、埃沃河畔锡夫赖、屈赛、埃沃河畔马尔塞、讷伊勒布里尼翁、比克瑟伊、莱索尔姆、皮勒港。

### 地形
笛卡尔位于克勒兹下游河谷内，境内以浅丘和丘陵为主，市镇中心地势较为平坦，北部及东部有较为明显的起伏，全境海拔在37到121米之间。

### 水文
笛卡尔属于卢瓦尔河流域，其二级支流克勒兹河自东南向西北流经境内，另有福莱溪（ruisseau de Follet）在此与其交汇。

### 植被
笛卡尔属于温带阔叶混交林区，林地多分布于河流附近，克勒兹河右岸开辟有公共花园（Jardin public），市镇范围东北部则为拉罗什伯兰树林（Bois de la Roche Bellin）。
在鲜花城市的评比中，笛卡尔被评为3星级鲜花城市。

### 气候
笛卡尔在柯本气候分类法中属于温带海洋性气候。
距离笛卡尔最近的常年气象站位于大普雷西尼境内，以下为该气象站的数据（其中日照数据取自帕尔赛-梅莱）：
| 大普雷西尼1981年－2019年 | 大普雷西尼1981年－2019年 | 大普雷西尼1981年－2019年 | 大普雷西尼1981年－2019年 | 大普雷西尼1981年－2019年 | 大普雷西尼1981年－2019年 | 大普雷西尼1981年－2019年 | 大普雷西尼1981年－2019年 | 大普雷西尼1981年－2019年 | 大普雷西尼1981年－2019年 | 大普雷西尼1981年－2019年 | 大普雷西尼1981年－2019年 | 大普雷西尼1981年－2019年 | 大普雷西尼1981年－2019年 |
| 月份                     | 1月                      | 2月                      | 3月                      | 4月                      | 5月                      | 6月                      | 7月                      | 8月                      | 9月                      | 10月                     | 11月                     | 12月                     | 全年                     |
| ------------------------ | ------------------------ | ------------------------ | ------------------------ | ------------------------ | ------------------------ | ------------------------ | ------------------------ | ------------------------ | ------------------------ | ------------------------ | ------------------------ | ------------------------ | ------------------------ |
| 历史最高温 °C（°F）      | 18 (64)                  | 22 (72)                  | 25 (77)                  | 28 (82)                  | 32 (90)                  | 37 (99)                  | 38.5 (101.3)             | 37.5 (99.5)              | 33.5 (92.3)              | 29.5 (85.1)              | 21.5 (70.7)              | 19.5 (67.1)              | 38.5 (101.3)             |
| 平均高温 °C（°F）        | 8 (46)                   | 9.2 (48.6)               | 13.2 (55.8)              | 15.9 (60.6)              | 20.2 (68.4)              | 23.4 (74.1)              | 26.6 (79.9)              | 26.4 (79.5)              | 22.3 (72.1)              | 17.2 (63.0)              | 11.5 (52.7)              | 8.6 (47.5)               | 16.9 (62.4)              |
| 日均气温 °C（°F）        | 4.5 (40.1)               | 4.8 (40.6)               | 7.8 (46.0)               | 9.9 (49.8)               | 14 (57)                  | 17 (63)                  | 19.6 (67.3)              | 18.9 (66.0)              | 15.5 (59.9)              | 12 (54)                  | 7.3 (45.1)               | 5.3 (41.5)               | 11.4 (52.5)              |
| 平均低温 °C（°F）        | 1.1 (34.0)               | 0.6 (33.1)               | 2.4 (36.3)               | 4 (39)                   | 7.8 (46.0)               | 10.6 (51.1)              | 12.5 (54.5)              | 11.7 (53.1)              | 8.9 (48.0)               | 6.9 (44.4)               | 3.1 (37.6)               | 2 (36)                   | 6 (43)                   |
| 历史最低温 °C（°F）      | −20 (−4)                 | −15 (5)                  | −8 (18)                  | −6 (21)                  | −2 (28)                  | −1.5 (29.3)              | 4 (39)                   | 2 (36)                   | 0 (32)                   | −3.4 (25.9)              | −10.5 (13.1)             | −16 (3)                  | −20 (−4)                 |
| 平均降水量 mm（）        | 61.9 (2.44)              | 51.1 (2.01)              | 50.7 (2.00)              | 60.2 (2.37)              | 64 (2.5)                 | 48.6 (1.91)              | 54.7 (2.15)              | 48 (1.9)                 | 48.2 (1.90)              | 71.1 (2.80)              | 70.2 (2.76)              | 70.3 (2.77)              | 699 (27.5)               |
| 月均日照時數             | 69.9                     | 90.3                     | 144.2                    | 178.5                    | 205.6                    | 228                      | 239.4                    | 236.4                    | 184.7                    | 120.6                    | 76.7                     | 59.2                     | 1,833.5                  |
| 来源：infoclimat.fr      |                          |                          |                          |                          |                          |                          |                          |                          |                          |                          |                          |                          |                          |

## 行政区划
笛卡尔是法国中央-卢瓦尔河谷大区安德尔-卢瓦尔省的一个市镇，编号为37115。笛卡尔隶属于洛什区和安德尔-卢瓦尔省第三选区，管理笛卡尔县，同时也是洛什南部图赖讷市镇公共社区的组成部分。
法国国家统计与经济研究所（简称）在进行数据统计时，将笛卡尔及相邻的另外两个市镇设为笛卡尔城市核心区以及笛卡尔城市区。自2020年起，笛卡尔城市区被撤销，笛卡尔未被划入任何城市辐射区（Aire d'attraction）内。此外，还将笛卡尔市镇整体看作一个“块区”（IRIS），以便于统计人口分布情况。

## 交通

### 公路
安德尔-卢瓦尔省省道D31线、D100线、D101线、D102线、D136线、D750线在笛卡尔境内交汇。中央-卢瓦尔河谷大区下属的城际客运提供巴士线路，可直达前往省会图尔和副省会洛什。
| 25 | 22 |

| 26 | 23 |

| 图尔 | 55 |

| 洛什 | 31 |

| 普瓦捷 | 61 |

| 图赖讷地区圣莫尔 | 22 |

| 沙泰勒罗 | 24 |

| 勒布朗 | 51 |

2018年，67%的笛卡尔家庭拥有至少一辆私人汽车。2019年，笛卡尔境内共发生各类交通事故2起，造成2人受伤。

### 铁路
笛卡尔位于皮勒港－克勒兹河畔阿让通铁路上，该铁路已于2014年彻底关闭。距离笛卡尔最近的运营中的客运铁路车站为10公里外的皮勒港站，该站停靠往返于图尔和普瓦捷一线的区域列车。

### 航空
距离笛卡尔最近的民用航空站为图尔机场，距离笛卡尔市中心的公路里程约62公里。

### 城市公共交通
截至2022年2月，笛卡尔暂无城市公共交通系统。

## 政治

### 市政内阁

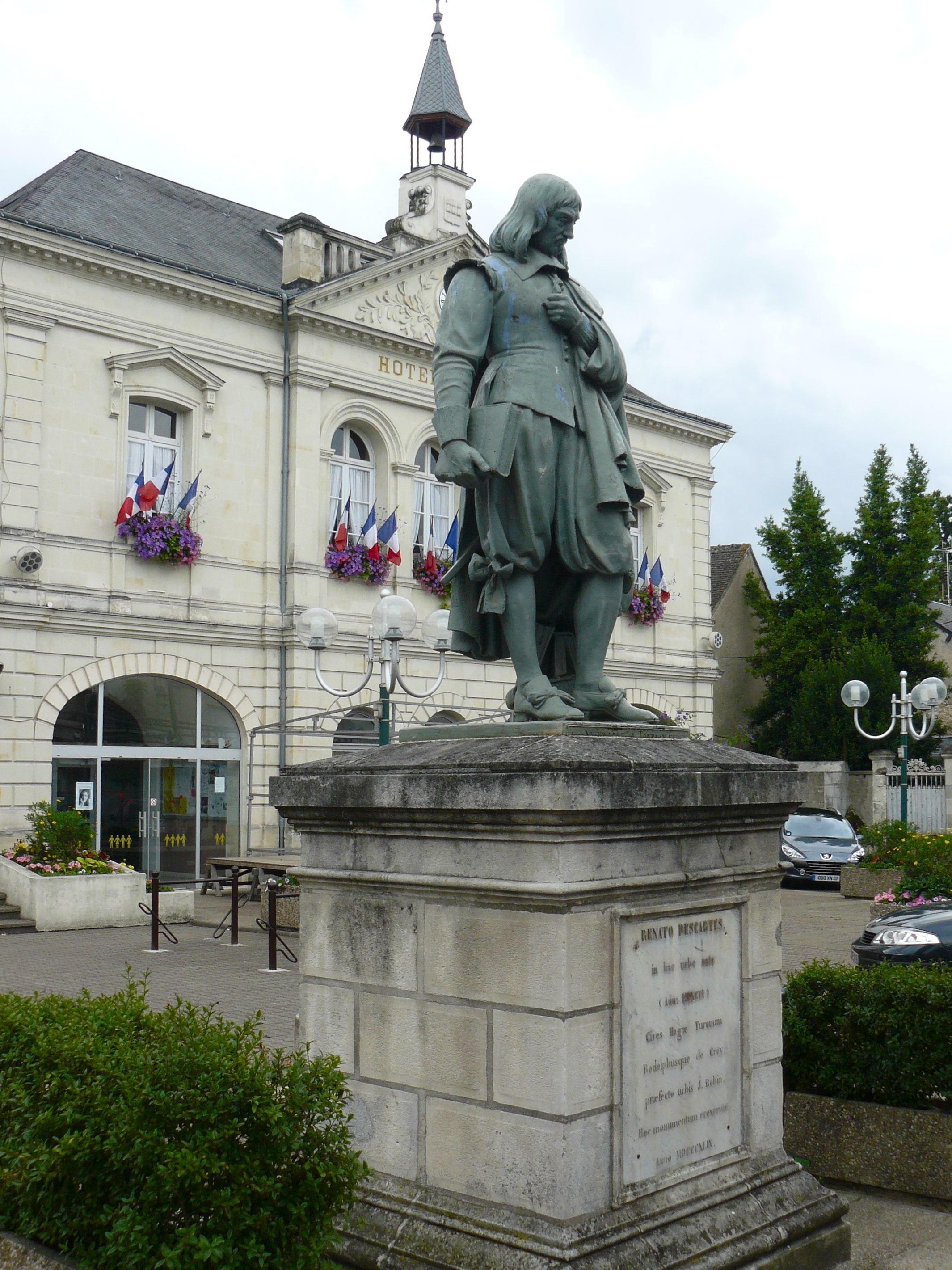
笛卡尔市政厅及前方的勒内·笛卡尔雕像

笛卡尔的现任市长为布吕诺·梅罗先生（Bruno Méreau），他是一名无党派人士，在2020年的市政选举中获得了50.13%的支持率。
| 笛卡尔历届市长 | 笛卡尔历届市长                 | 笛卡尔历届市长            |
| 任期           | 市长                           | 党派                      |
| -------------- | ------------------------------ | ------------------------- |
| 1944年－1945年 | Camille Rolland 卡米耶·罗朗    | 不详                      |
| 1945年－1953年 | Gaston Chargé 加斯东·沙尔热    | 不详                      |
| 1953年－1959年 | Emile Boisgard 埃米尔·布瓦加尔 | 不详                      |
| 1959年－1965年 | Jean Conort 让·科诺尔          | 不详                      |
| 1965年－1971年 | Pierre Pascault 皮埃尔·帕斯科  | 不详                      |
| 1971年－1977年 | René Girard 勒内·吉拉尔        | 不详                      |
| 1977年－1989年 | Jacques Barbot 雅克·巴尔博     | 不详                      |
| 1989年－2001年 | Serge Petit 塞尔日·珀蒂        | PS社会党                  |
| 2001年－2020年 | Jacques Barbier 雅克·巴尔比耶  | UMP人民运动联盟 →LR共和黨 |
| 2020年－       | Bruno Méreau 布吕诺·梅罗       | 無黨籍                    |

### 各级选举
| 笛卡尔历届投票选举结果 | 笛卡尔历届投票选举结果  | 笛卡尔历届投票选举结果 | 笛卡尔历届投票选举结果 | 笛卡尔历届投票选举结果        | 笛卡尔历届投票选举结果 | 笛卡尔历届投票选举结果 | 笛卡尔历届投票选举结果        | 笛卡尔历届投票选举结果 | 笛卡尔历届投票选举结果 |
| 选举项目               | 选举范围                | 选区单位               | 选举结果               | 选举结果                      | 选举结果               | 选举结果               | 选举结果                      | 选举结果               | 参考资料               |
| 选举项目               | 选举范围                | 选区单位               | 第一轮胜出者           | 第一轮胜出者                  | 支持率                 | 第二轮胜出者           | 第二轮胜出者                  | 支持率                 | 参考资料               |
| ---------------------- | ----------------------- | ---------------------- | ---------------------- | ----------------------------- | ---------------------- | ---------------------- | ----------------------------- | ---------------------- | ---------------------- |
| 2017年法國總統選舉     | 法國                    | 市镇                   |                        | 玛丽娜·勒庞                   | 26.29%                 |                        | 埃马纽埃尔·马克龙             | 59.22%                 | [ 21 ]                 |
| 2017年法国立法选举     | 安德尔-卢瓦尔省第三选区 | 市镇                   |                        | 索菲·奥科涅                   | 35.58%                 |                        | 索菲·奥科涅                   | 64.86%                 | [ 21 ]                 |
| 2019年欧洲议会选举     | 法國                    | 市镇                   |                        | 行使权力党                    | 28.43%                 | （不适用）             | （不适用）                    | （不适用）             | [ 21 ]                 |
| 2021年法国省级选举     | 安德尔-卢瓦尔省         | 县                     |                        | 热拉尔·迪布瓦 热纳维耶芙·加朗 | 74.23%                 |                        | 热拉尔·迪布瓦 热纳维耶芙·加朗 | 80%                    | [ 22 ]                 |
| 2021年法国省级选举     | 安德尔-卢瓦尔省         | 市镇                   |                        | 热拉尔·迪布瓦 热纳维耶芙·加朗 | 75.72%                 |                        | 热拉尔·迪布瓦 热纳维耶芙·加朗 | 82.8%                  | [ 22 ]                 |
| 2021年法国大区选举     |                         | 市镇                   |                        | 弗朗索瓦·博诺                 | 26.2%                  |                        | 弗朗索瓦·博诺                 | 36.93%                 | [ 23 ]                 |

## 人口
2018年，笛卡尔市镇人口数量为3,427，在法国排名第3,221位。其中男性1,627人，女性1,800人，75岁及以上人口占17.8%，外籍人口数量为628人，人口密度为90人/平方公里，当地居民被称为（男性）或（女性）。2019年，笛卡尔境内出生23人，死亡人口45人。
| 笛卡尔1901年－2019年人口变化情况           |
|                                            |
| 拉艾笛卡尔 笛卡尔 数据来源：Cassini、INSEE |

## 经济
笛卡尔是一个区域性的中心城市。截止2022年1月，笛卡尔市镇范围内共有各类用人单位（包含自雇）476家，平均历史为19年，其中98.9%为中小型企业（PME）。（造纸）、（金属构件生产）及（零售）是当地2020年营业额最高的三个企业，分别为64,949,880欧元、24,206,978欧元和18,452,605欧元。

## 财政与居民收入
2020年，笛卡尔的财政收入总额为4,818,660欧元，财政支出总额为4,466,430欧元，当年的债务总额为3,365,070欧元。2021年，笛卡尔共获得320,203欧元的国家财政补助，比上一年减少了6.55%。
2019年，笛卡尔的人均月收入总额为1,991欧元，其中高级职员为3,660欧元，低于法国平均水平（4,230欧元）；中级职员为2,247欧元，低于法国平均水平（2,411欧元）；普通职员为1,610欧元，亦低于法国平均水平（1,740欧元）。
2018年，笛卡尔境内的青壮年（15至64岁）失业率为18.1%，当地43.5%的家庭拥有纳税资格，平均纳税1,565欧元，低于法国平均水平（3,910欧元）。

## 社会事务

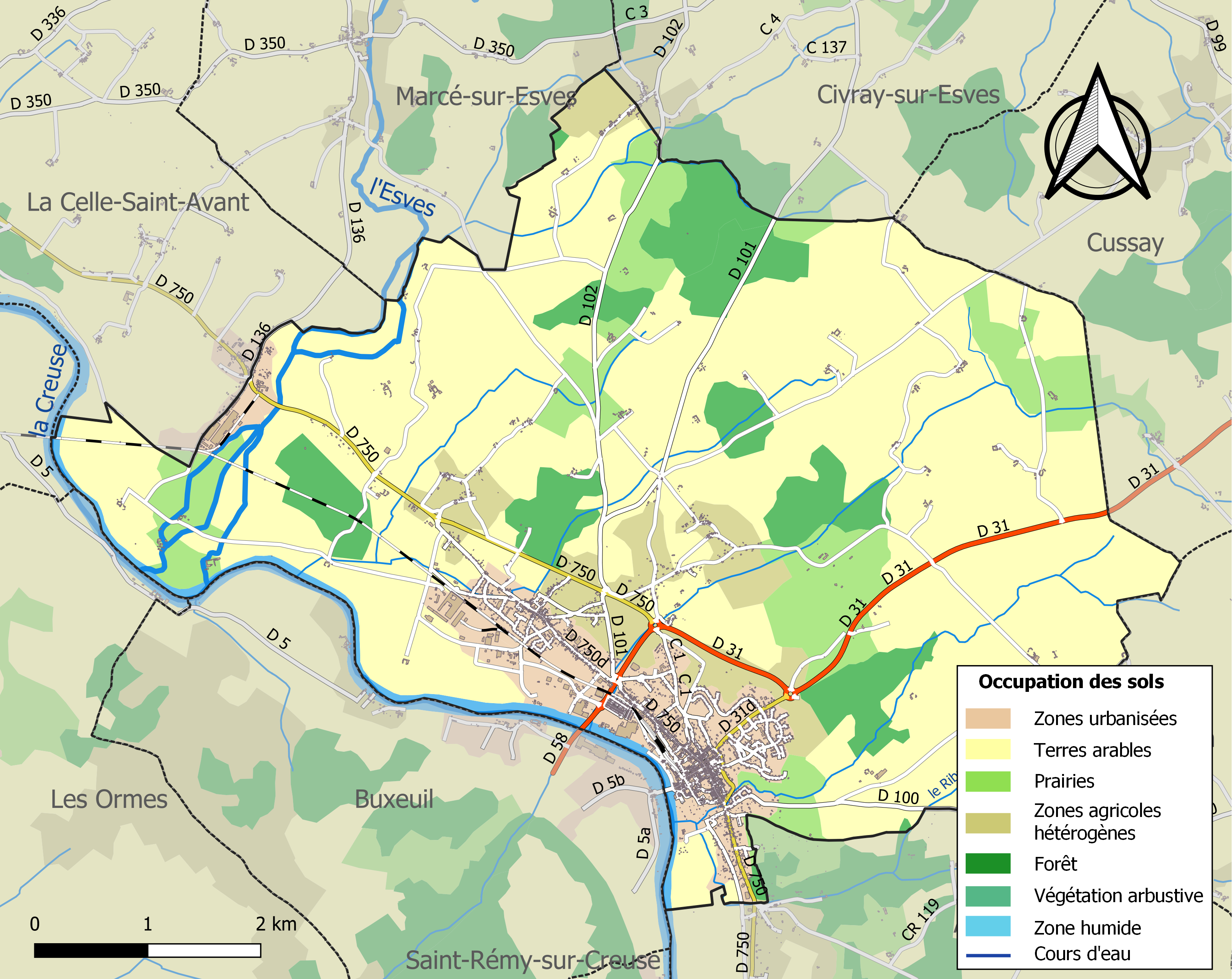
笛卡尔土地利用情况地图

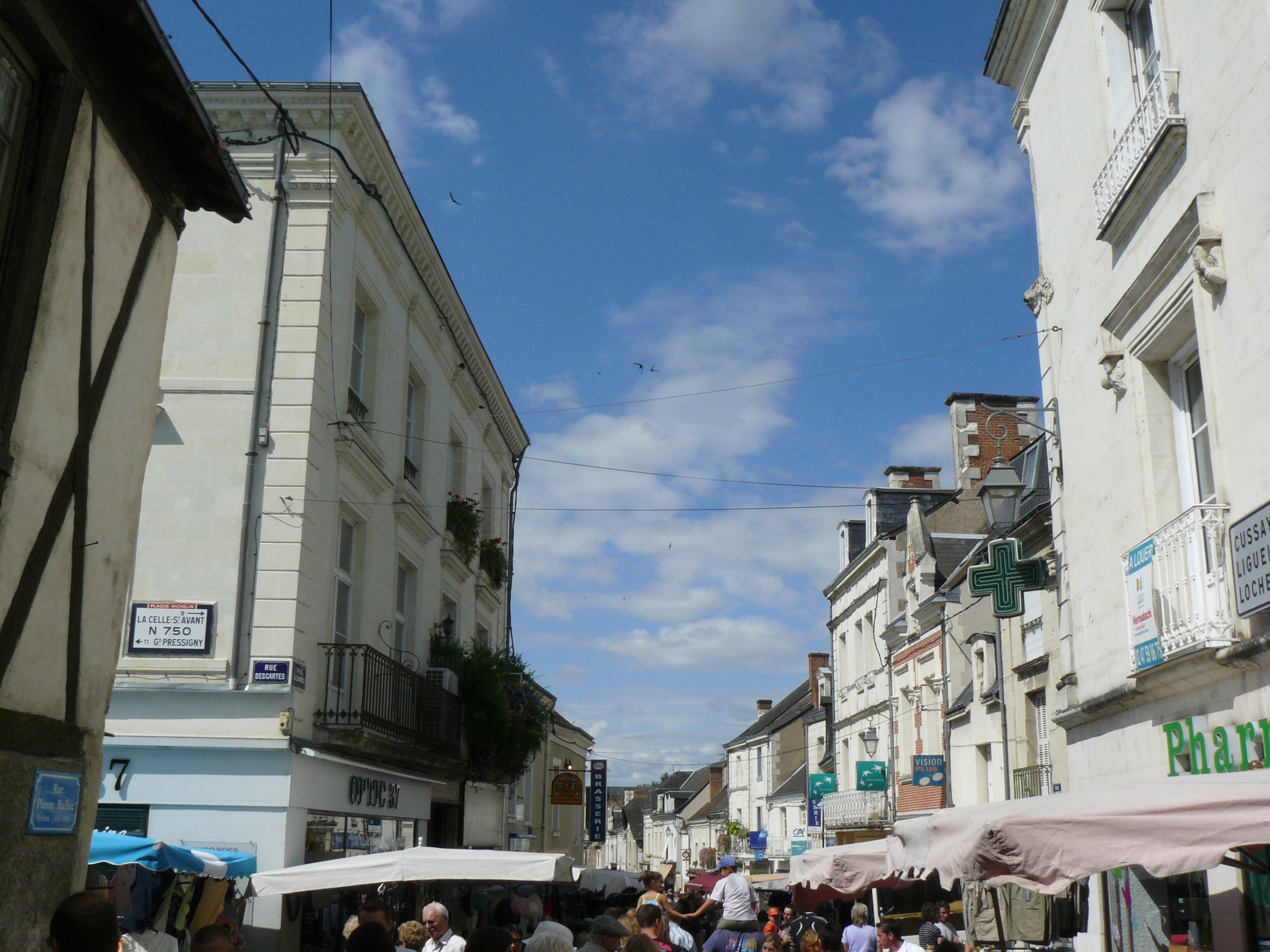
笛卡尔镇中心的集市

### 教育
笛卡尔属于奥尔良-图尔学区。截止2020年1月1日，笛卡尔境内共有1所幼儿园、3所小学和1所初级中学。2018至2019学年度，笛卡尔境内共有在校中等教育阶段学生239名。

### 医疗
截止2020年1月1日，笛卡尔境内共有全科医生5名、保健师6名、牙医1名和护士12名。境内共有药房2家、养老院1家。
距离笛卡尔最近的区域性医疗机构为图赖讷地区圣莫尔中心医院（Centre Hospitalier de Sainte-Maure-de-Touraine），其主病区位于图赖讷地区圣莫尔市区，距离笛卡尔的正常车程在20分钟以内，该院设有床位157个，是当地规模最大的公立综合性医院

### 住房
2018年，笛卡尔境内共有各类住房2,230套，其中81.8%为独立式居民区，17.8%为集中式居民区。常住房屋占笛卡尔市镇范围内居民建筑总量的81.4%。
在住房保障政策方面，2020年，笛卡尔境内共有327户家庭获得了住房经济补助，受益人数占总人口数量的9.5%，其中296份为房租补助。

### 商业
2019年，笛卡尔境内共有各类实体商铺95家，其中餐厅11家、大型超市1家、杂货店3家、面包房5家、肉铺4家、书店3家、装饰品店1家、银行门店4家、美容美发店6家、汽车维修店8家。市区北部建有Intermarché大型购物超市。

### 体育
2020年，笛卡尔境内共有1家游泳池、1间体育馆、1座综合体育场、5处网球场以及3处足球或橄榄球场。
截至2022年2月，圣乔治笛卡尔足球俱乐部（Saint Georges Descartes，编号590283）是当地唯一的注册足球俱乐部，其主队2021至2022赛季参加中央-卢瓦尔河谷大区足球联赛丙组（法国第八级别），其主场勒吕通球场（Stade du Ruton）位于市区北部。

### 环境
笛卡尔的环境事务由其所属的洛什南部图赖讷市镇公共社区负责。2019年，笛卡尔境内共有2家污染企业。

### 治安
2019年，笛卡尔市镇范围内有1处宪兵队。
笛卡尔所在地是洛什国家宪兵队的管辖范围。2020年，该宪兵队辖区内共77个市镇累计发生各类案件2,570起，其中盗窃类案件1,440起，经济类案件392起，毒品交易类案件63起。

## 文化
2020年，笛卡尔境内共有1家电影院和1家博物馆。笛卡尔市政府提供市政图书馆（Bibliothèque Municipale），每周二至六向公众开放。

### 建筑
笛卡尔境内有多处历史建筑，其中镇中心的拉艾笛卡尔圣乔治教堂（Eglise paroissiale Saint-Georges de La-Haye-Descartes）、拉艾圣母教堂（Eglise Notre-Dame de la Haye）和笛卡尔故居为法国国家文物保护单位。

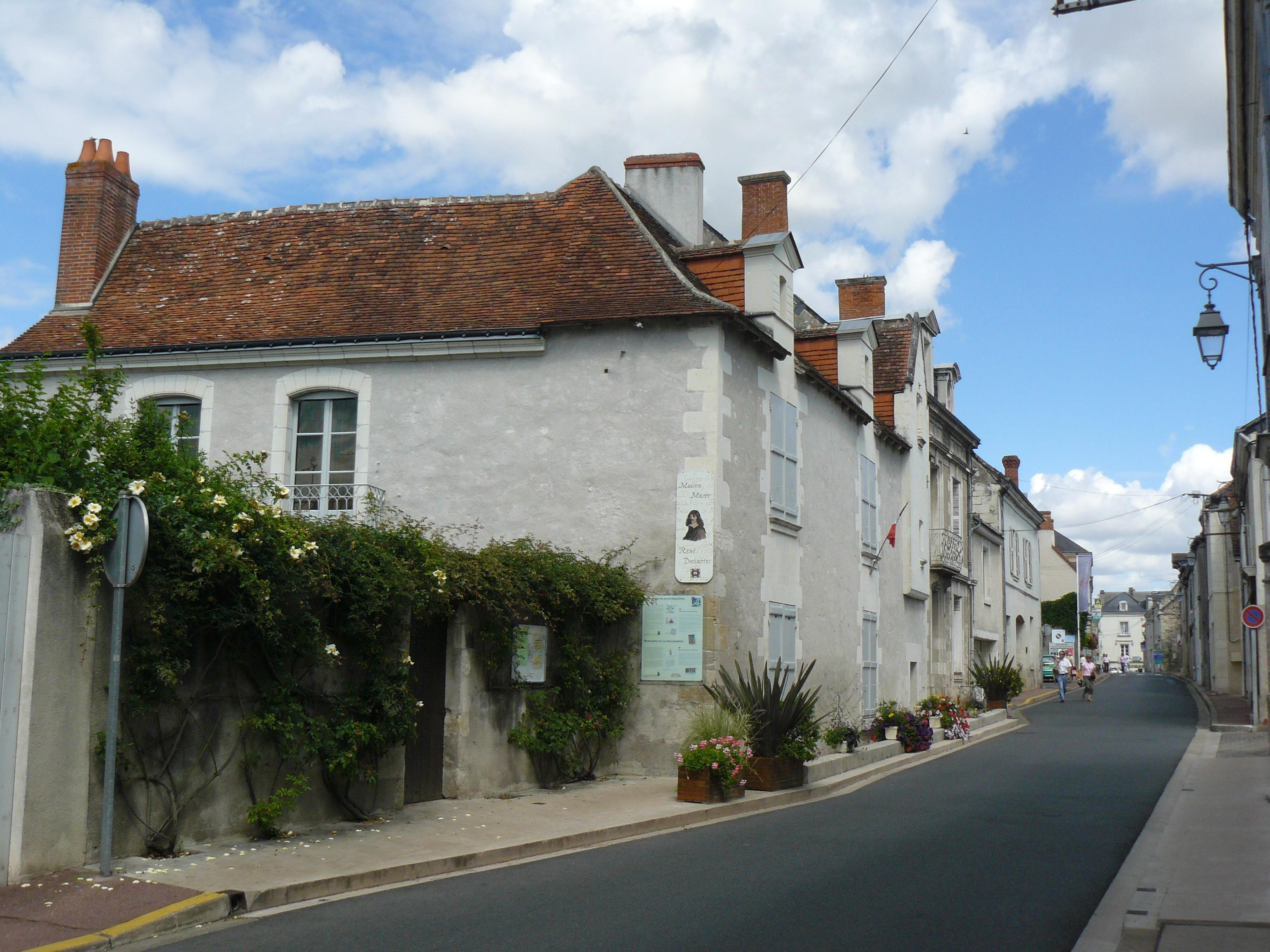
笛卡尔故居（法语：Maison natale de Descartes）
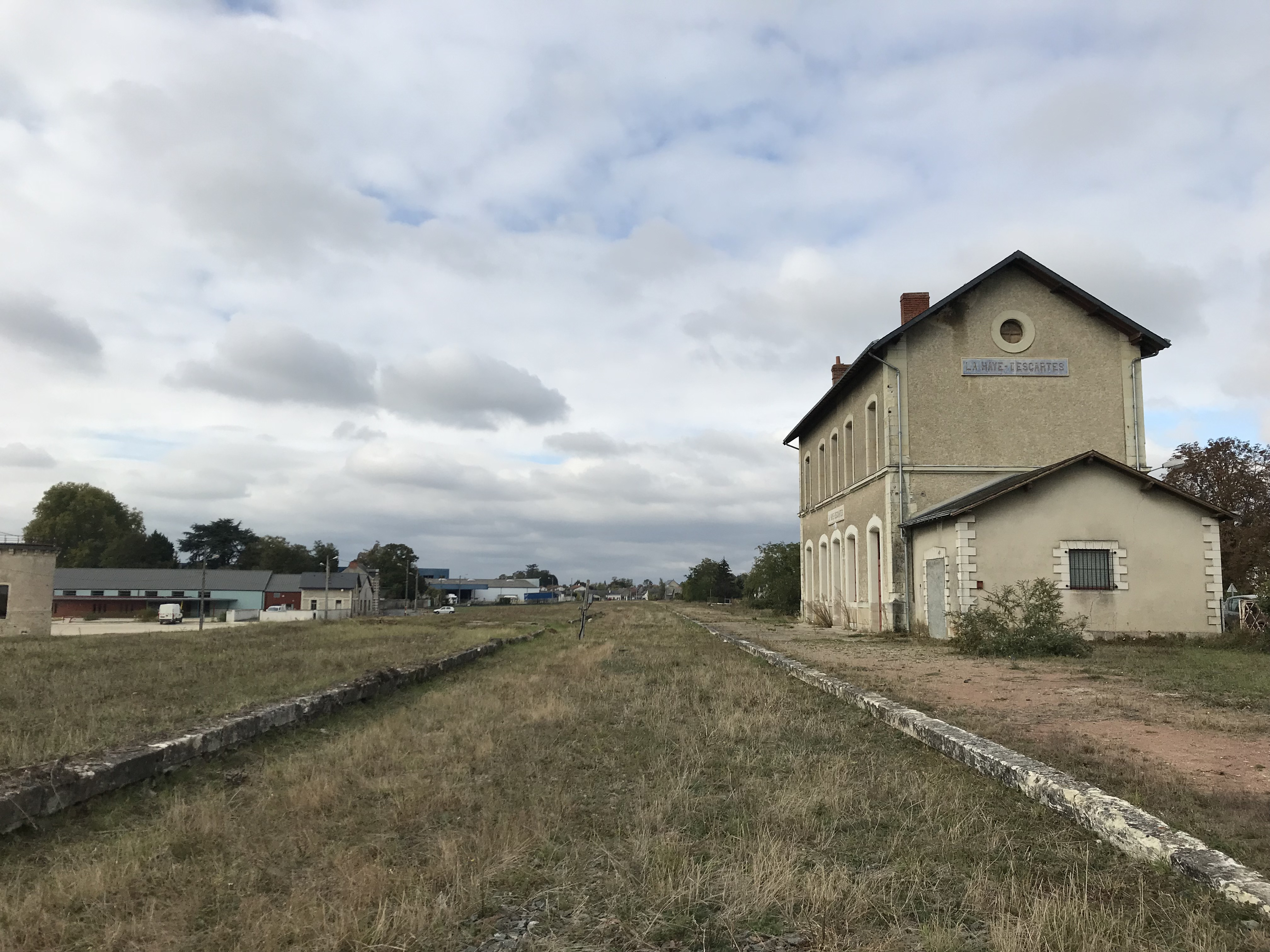
火车站旧址
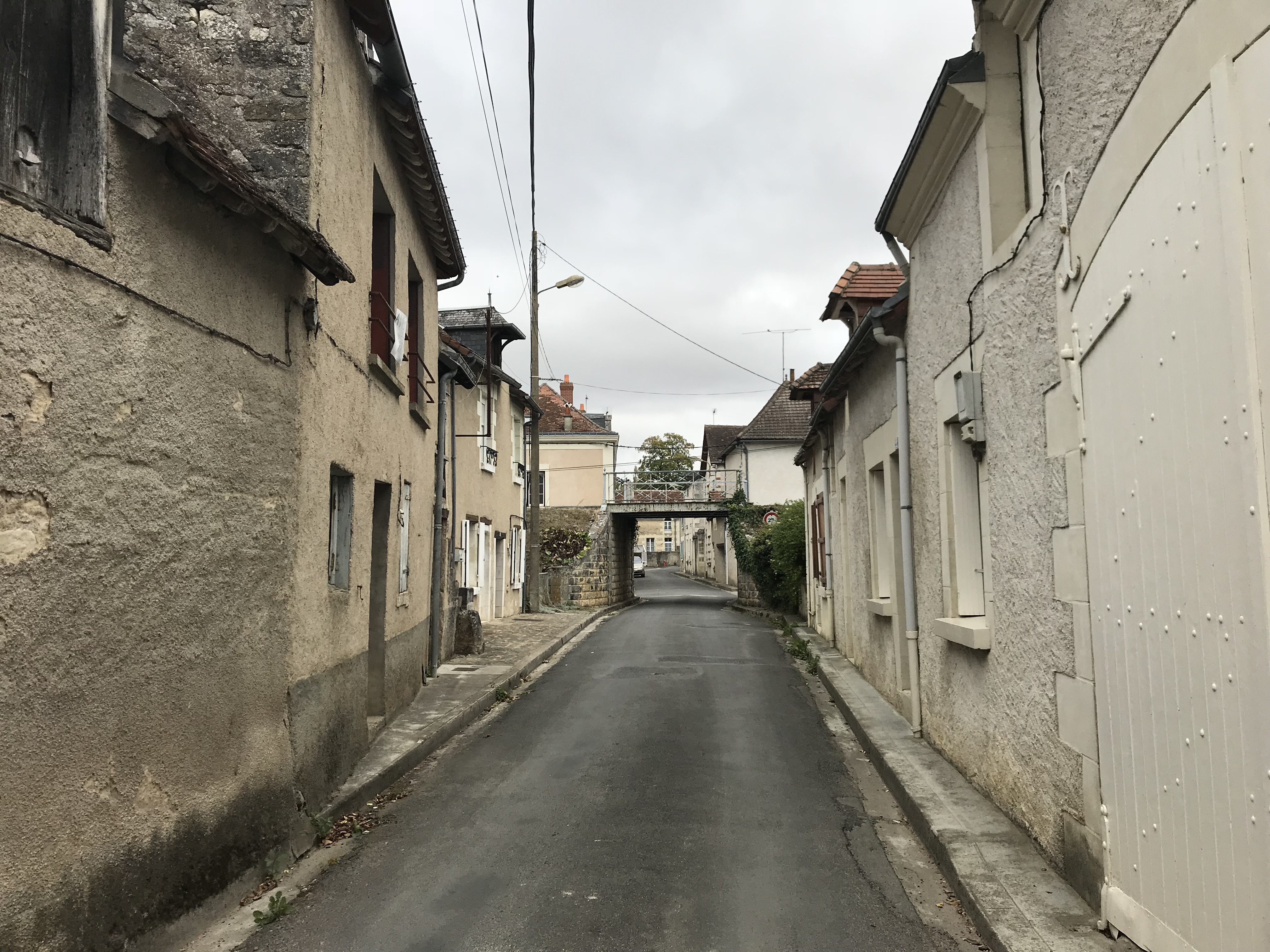
巴尔扎克街和后方的铁路桥
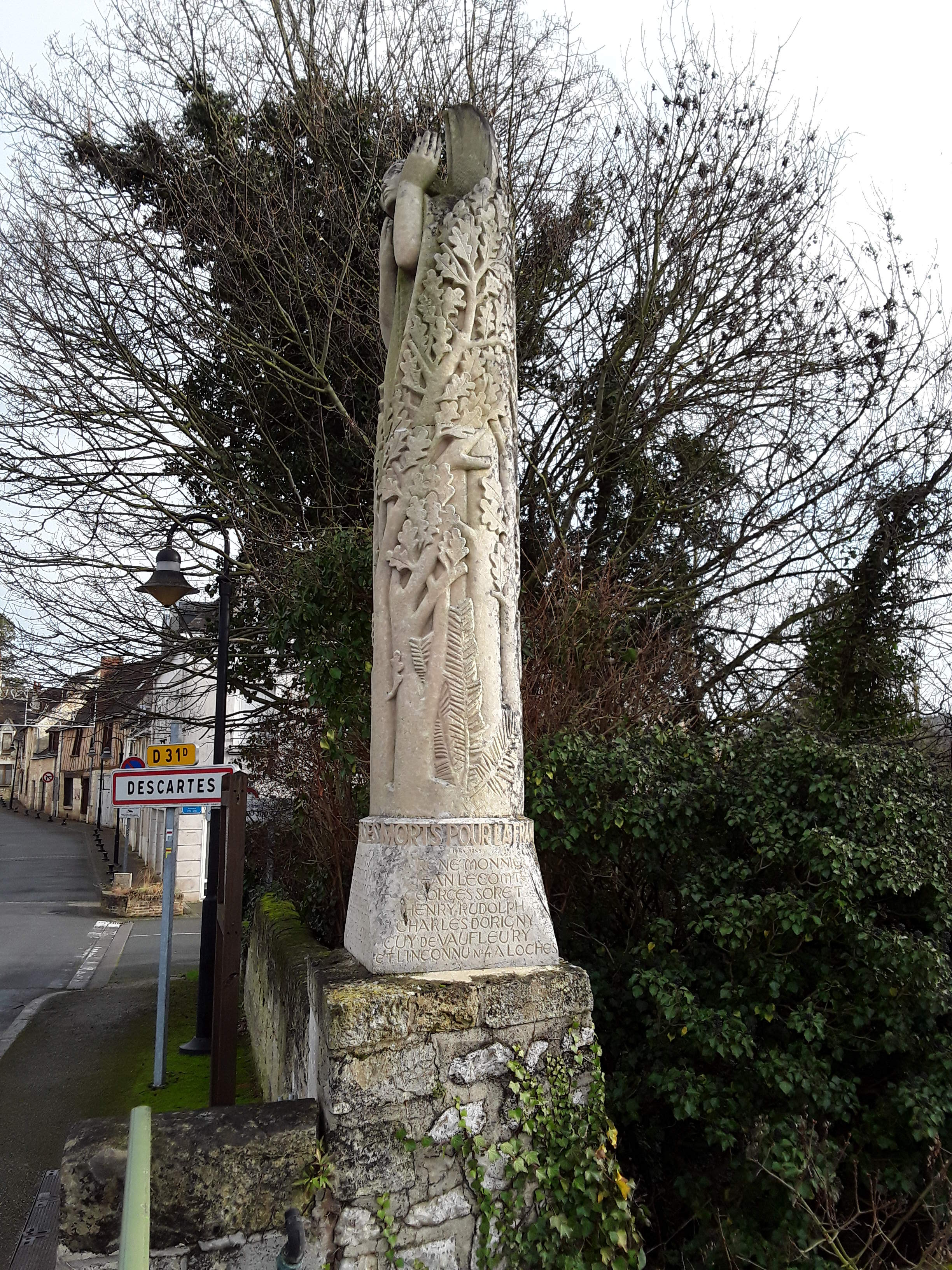
雕塑
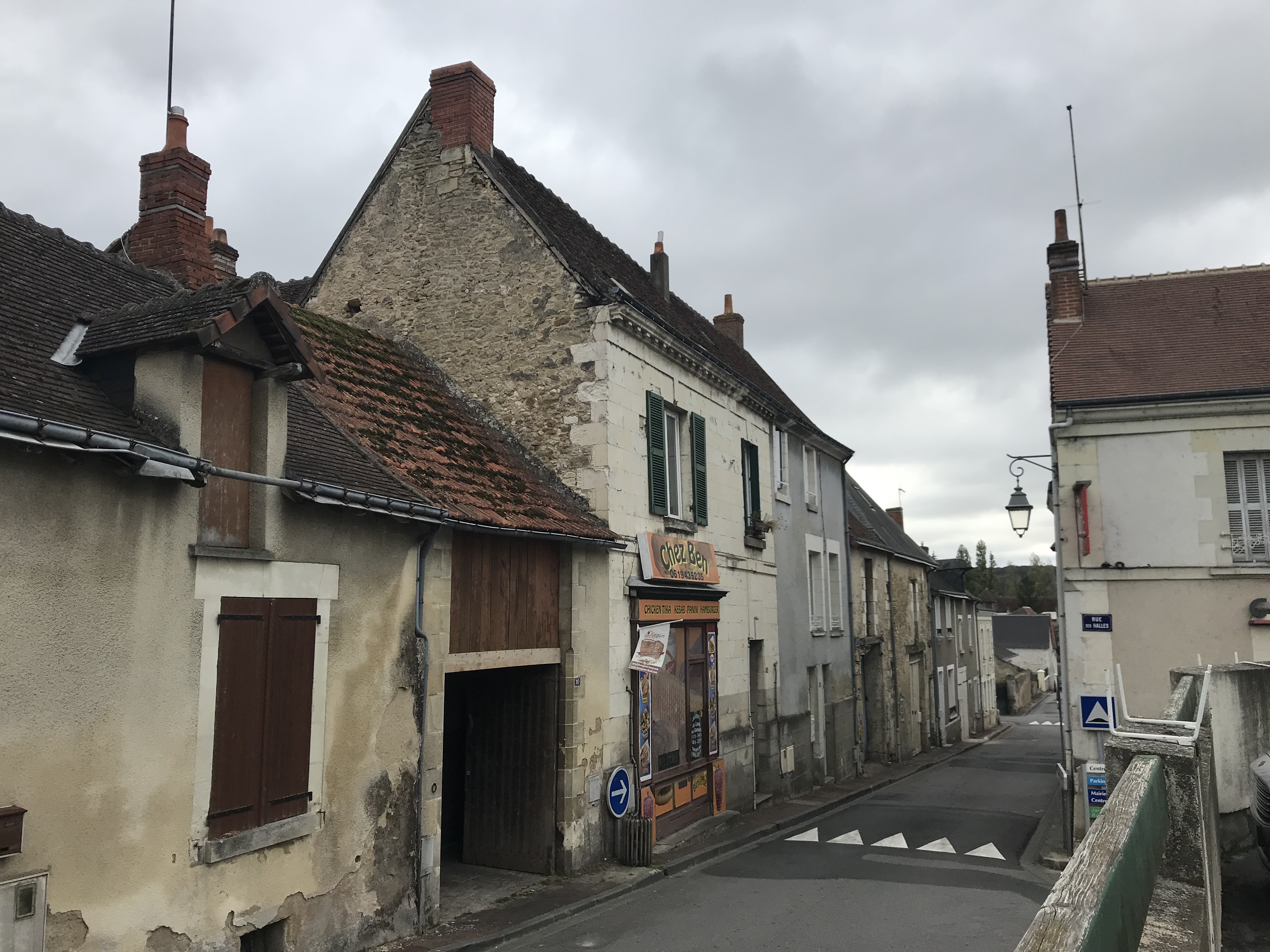
传统民居1
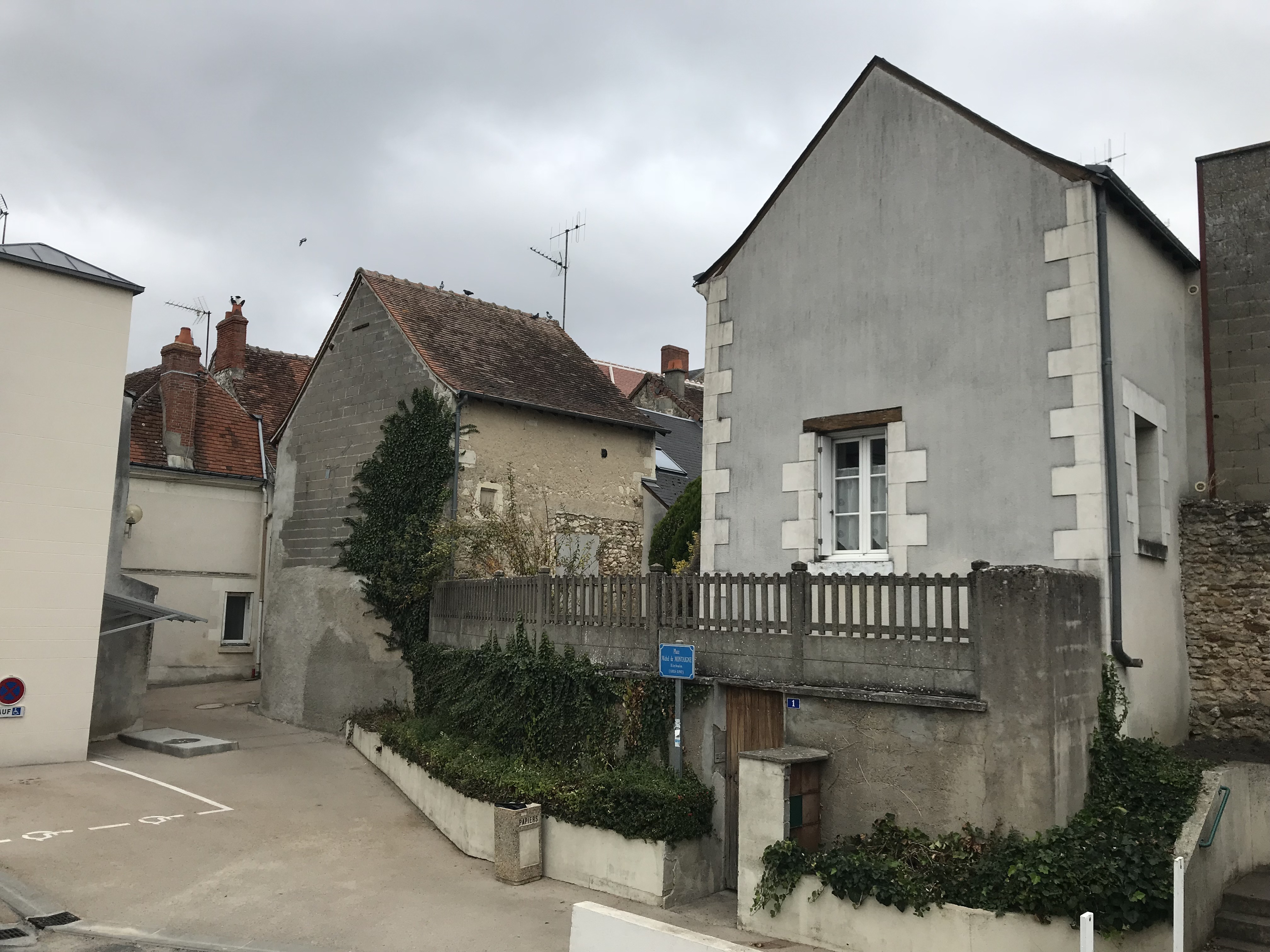
传统民居2
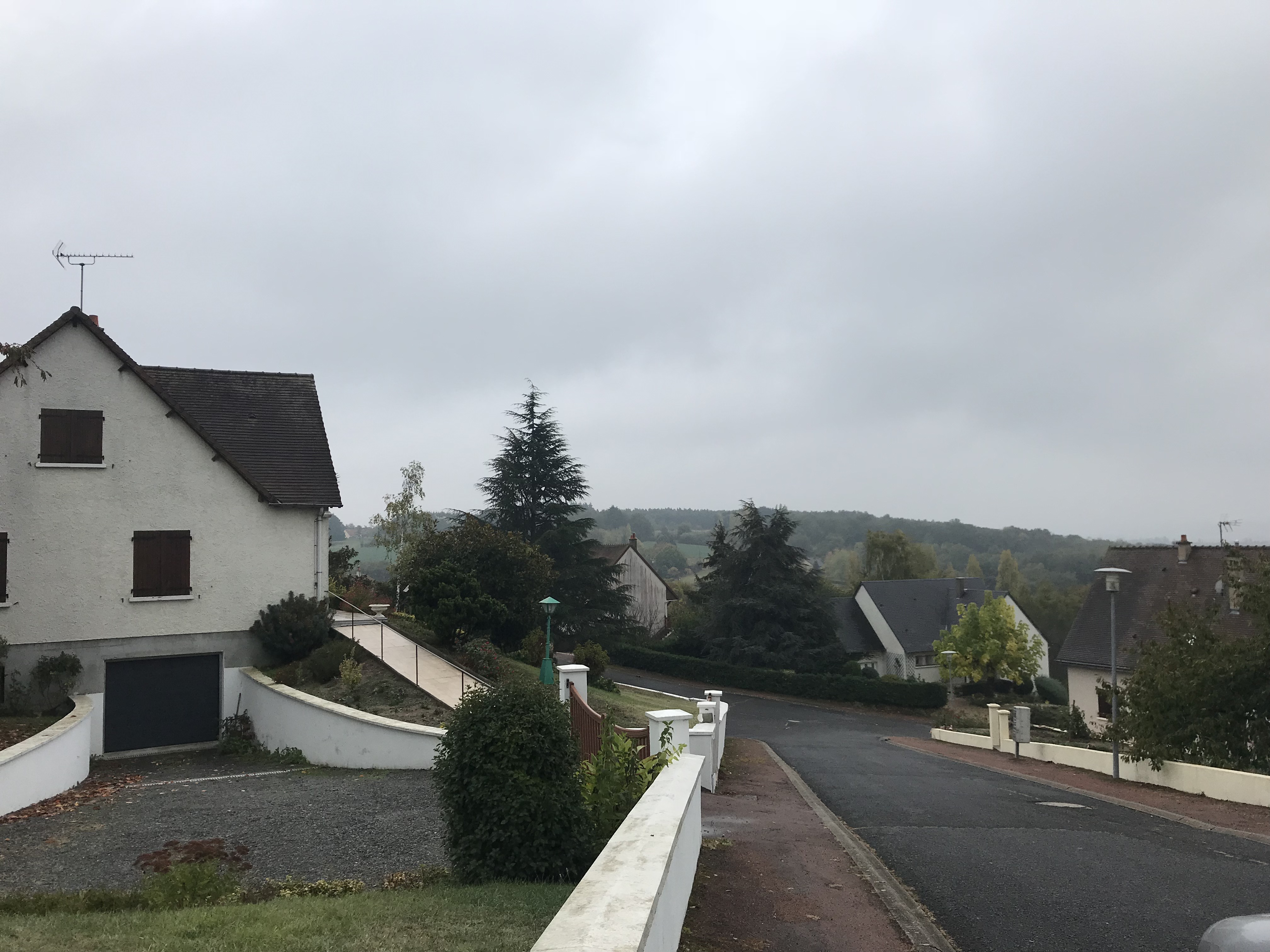
近郊居民区

### 旅游
笛卡尔的旅游事务由其所属的洛什南部图赖讷市镇公共社区负责。2021年，笛卡尔境内共有1个露营地，可容纳共62辆露营车。

### 媒体
法国主要的媒体均可在笛卡尔接收，法国电视三台下属的中央-卢瓦尔河谷大区频道在部分时段播出笛卡尔所属区域的地方新闻。图尔卢瓦尔河谷电视台、《中西部新共和国报》、蓝色法兰西图赖讷广播等是当地的主要地方性媒体。

## 相关人物
法国哲学家和数学家勒内·笛卡尔出生于笛卡尔，其故居已被列入法国国家文物保护单位，当地建有其雕像。
除此之外，出生于笛卡尔的重要人物还有法国作家勒内·布瓦莱夫、工程师居斯塔夫·特鲁韦及画家皮埃尔·埃内斯特·巴吕。

## 友好城市
截至2022年2月，笛卡尔共与两座城市互为友好城市关系：
- 德国 德兰斯费尔德
- 库姆罗韦茨